# Vladimir Ussachevsky
Vladimir Kirilovitch Ussachevsky (3 novembre 1911 à Hailar en Mandchourie - 2 janvier 1990 à New York, État de New York) est un compositeur particulièrement connu pour ses travaux en musique électronique. Il a fondé en 1955 avec Otto Luening le Columbia Princeton Electronic Music Center (CPEMC), centre de recherche musicale américain aujourd'hui rattaché à l’Université de Colombia Princeton (New York).

## Discographie
"Vladimir Ussachevsky : Electronic and acoustic works 1957–1972". New York: New World Records (80654-2), 2007.[réf. nécessaire] (une réédition de compilation d'enregistrements initialement publiés sur divers disques CRI dans les années 1960 et 1970).
- Metamorphosis (1957)
- Linear Contrasts (1958)
- Poem in Cycles and Bells (1959)
- Wireless Fantasy (1960)
- Of Wood and Brass (1965)
- Computer Piece No. 1 (1968)
- Two Sketches for a Computer Piece (1971)
- Three Scenes from The Creation (1960; rev. 1973)
- Missa Brevis (1972)

"Vladimir Ussachevsky: Film Music". New York: New World Records (80389), 1990.
- Suite from No Exit (1962)
- Line of Apogee (1967)

## Filmographie
- 1962 : Huis clos (No Exit) de Tad Danielewski